# Sainte-Sève

Sainte-Sève este o comună în departamentul Finistère, Franța. În 1 ianuarie 2022 avea o populație de 1.060 de locuitori.